# Miljövetenskap
Miljövetenskap är ett vetenskapsområde som studerar sambandet mellan natur/miljö och människan. Miljövetenskap är ett tvärvetenskapligt område som bland annat omfattar delar av geovetenskap, biologi och kemi, men även kan innefatta exempelvis ekonomi, beteendevetenskap och teknik.
Miljövetenskap ges ofta en inriktning att vetenskapligt studera miljöproblem, miljörelaterade orsakssamband och möjliga åtgärder och lösningar av miljöproblem, exempelvis innefattande hållbar utveckling.